# Domosclerus corrugatus
Domosclerus corrugatus is een mosdiertjessoort uit de familie van de Bifaxariidae. De wetenschappelijke naam van de soort is, als Bifaxaria corrugata, voor het eerst geldig gepubliceerd in 1884 door George Busk.